# Pediomyoidea
De Pediomyoidea zijn een groep van uitgestorven buideldierachtigen die leefden van het Laat-Krijt tot in het Eoceen in Amerika. 
De Pediomyoidea omvat de families Pediomyidae en Aquiladelphidae en verder enkele afzonderlijke taxa. Volgens een fylogenetische studie uit 2018 vormen de Pediomyoidea samen met de Stagodontidae de Archimetatheria binnen de Marsupialiformes.
De Pediomyoidea werden beschouwd als een groep van Noord-Amerikaanse buideldierachtigen uit het Laat-Krijt, hoewel enkele studies eerder al suggereerden dat enkele Zuid-Amerikaanse taxa verwant zouden kunnen zijn aan de groep. De oudste vorm is Dakotadens uit het Vroeg-Cenomanien (97 miljoen jaar geleden). Met Austropediomys werd in 2018 de eerste zekere pediomyoide uit het Paleogeen van Zuid-Amerika beschreven. De Pediomyoidea bereikten net als meerdere niet-verwante groepen buideldierachtigen, waaronder de voorouders van de echte buideldieren, tijdens het Laat-Krijt vanuit Noord-Amerika via de Caribische regio Zuid-Amerika. 